# Crayola

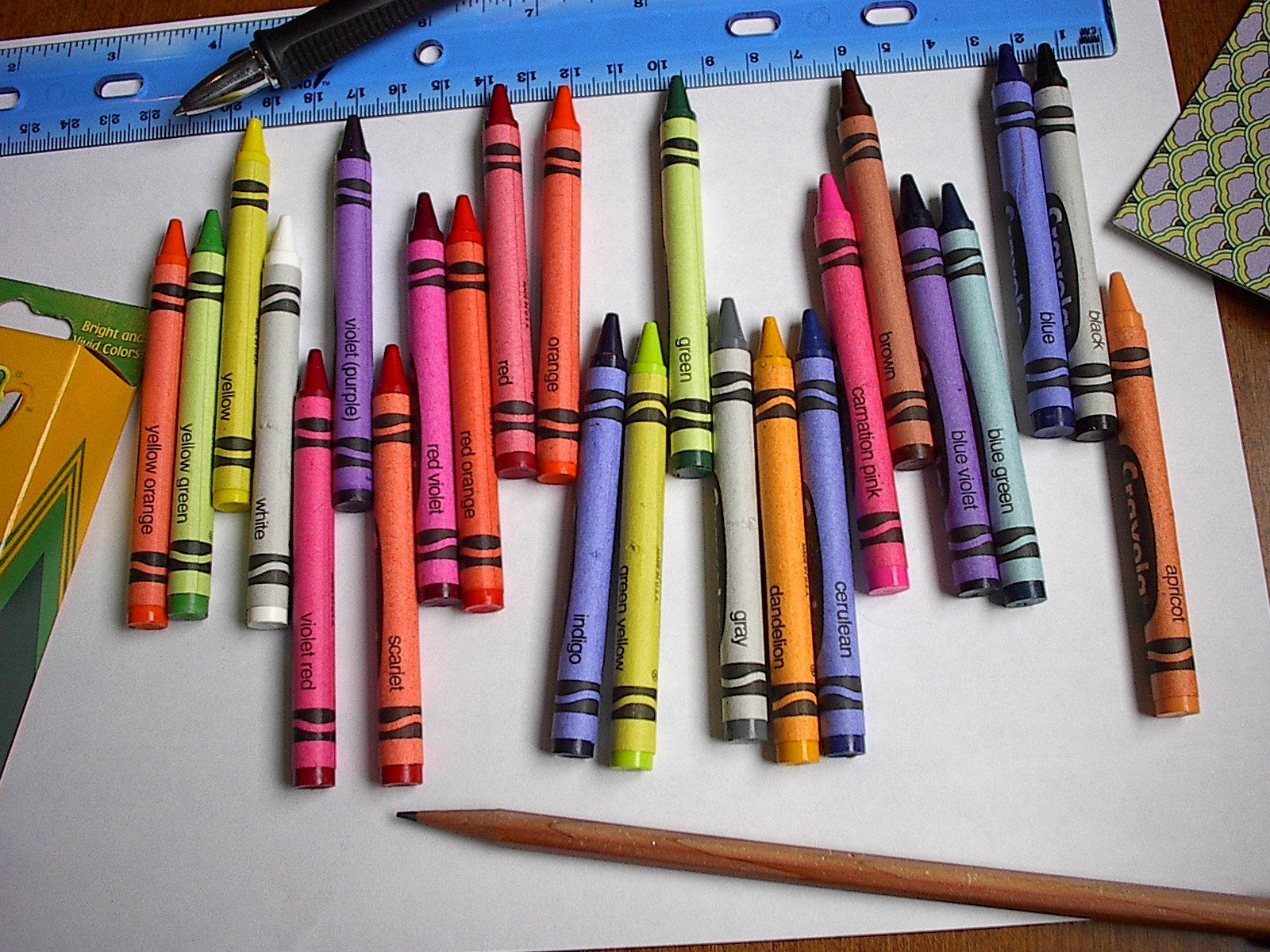
Crayolakritor

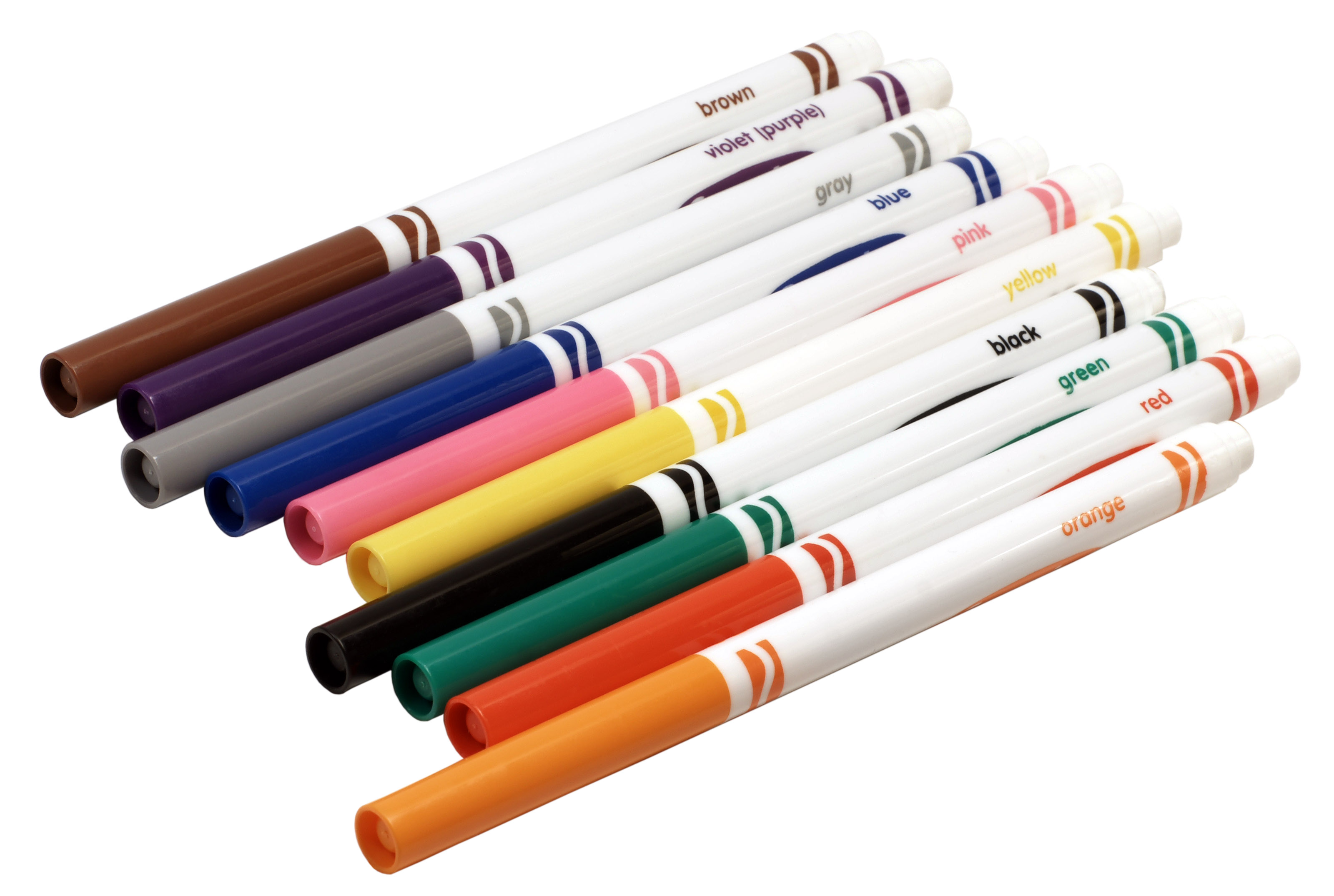
Tuschpennor av Crayola

Crayola är ett varumärke hos Crayola LLC (tidigare Binney & Smith Company) för färgkritor som tillverkas i USA. Crayola tillverkar även filtpennor och färgpennor för barn. 
Alla Crayola-märkta produkter marknadsförs som giftfria och säkra för barn.  Crayola säljs i mer än 80 länder. 

## Färger
Crayola har 13 officiella färger: "Blue Gray", "Lemon Yellow", "Orange Red", "Orange Yellow", "Violet Blue", "Maize", "Green Blue", "Raw Umber", "Thistle", "Blizzard Blue", "Mulberry", "Teal Blue", and "Magic Mint.

## Film
Crayola har gjort ett fåtal filmer också som visar deras kritor och hur de kan användas av proffs. Ett bra exempel på detta är deras film från 1997 "Den Fula Ankungen".